# Eomamenchisaurus
Eomamenchisaurus is een geslacht van plantenetende sauropode dinosauriërs dat tijdens het Jura leefde in het gebied van het huidige China.

## Vondst en naamgeving
Op de vindplaats "Banqing Houshanliangzi" nabij Jiangyi werd een skelet van een sauropode opgegraven door Zhang Jiahua en Wang Guofu.
De typesoort Eomamenchisaurus yuanmouensis werd in 2008 beschreven door Lü Junchang, Li Tianguang, Zhong Shimin, Ji Quang en Li Shoaxue. De geslachtsnaam combineert het Klassiek Griekse eoos, "dageraad" met Mamenchisaurus als verwijzing naar het feit dat Eomamenchisaurus als een voorloper van dit laatste geslacht wordt gezien. De soortaanduiding verwijst naar de regio Yuanmou, waar het fossiel is aangetroffen. Op dezelfde vindplaats is de sauropode Yuanmousaurus ontdekt.
Eomamenchisaurus is gevonden in de Zhangeformatie uit het Midden Jura, gelegen in de provincie Yunnan. Het fossiel, holotype CXMVZA, 165 betreft een skelet zonder schedel. Het bestaat uit twee halswervels, acht ruggenwervels, de eerste drie sacrale wervels, een rechterdarmbeen, een rechterschaambeen, beide zitbeenderen, beide dijbeenderen en een rechterscheenbeen. De secties van de nek, de rug, het heiligbeen, het bekken en de achterpoten lagen niet in verband — de wervels ook niet onderling — maar werden als afkomstig van één individu gezien omdat ze uit dezelfde groeve kwamen. Het exemplaar maakt deel uit van de collectie van het Chuxiongmuseum.
Gregory S. Paul suggereerde in 2016 dat Eomamenchisaurus een jonger synoniem is van Yuanmousaurus, slechts gebaseerd op een jonger dier van die soort.

## Beschrijving
Het holotype betreft een vrij klein exemplaar met een lengte van tussen de tien en vijftien meter. Het dijbeen is 110 centimeter lang. Het kan echter om een onvolgroeid dier gaan.
Het geslacht onderscheidt zich door vrij zware ruggenwervels zonder pleurocoelen. Deze wervels zijn van voren licht bol en van achteren licht hol. Alleen de derde en vierde sacrale wervel hebben gedeeltelijk vergroeide doornuitsteeksels. Het darmbeen heeft een duidelijk achterblad. Het zitbeen heeft een rechte schacht die langer is dan het schaambeen. De dwarsdoorsnede van de middelste schacht van het zitbeen is ovaal. De vierde trochanter, het aanhechtingspunt van de staartspieren op het dijbeen, bevindt zich schuin naar het midden op de achterste dijbeenschacht.
Hoewel halswervels noch ruggenwervels pleurocoelen hebben, tonen de laatste wel lichte uithollingen op de zijkanten. Daarbij blijkt de afgebroken wervelboog van de achtste ruggenwervel hol te zijn. Het aantal sacrale wervels wordt op vier geschat. Ze hebben geen pleurocoelen. Op de achterkant van het doornuitsteeksel van de derde sacrale wervel is een breukvlak zichtbaar waaruit geconcludeerd werd dat het uitsteeksel vastzat aan dat van de vierde wervel. De doornuitsteeksels zijn tamelijk laag, met anderhalfmaal de hoogte van de wervellichamen.
Het darmbeen heeft een licht bolle bovenrand. Het aanhangsel voor het schaambeen is langgerekt maar bovenaan vrij dik met een holle achterrand. Het achterblad heeft de basale vorm en blijft boven de onderrand van het aanhangsel voor het zitbeen, ofschoon dit vrij kort is. Het achterblad is bovenop plat en de onderrand is niet duidelijk uitgehold door een groeve voor de aanhechting van de Musculus caudofemoralis brevis, een staartspier. Het schaambeen wordt doorboord door een langgerekt foramen obturatum. De schacht is lang. De schaambeenderen zijn niet vergroeid wat erop kan wijzen dat het om een vrij jong dier gaat. De schacht van het zitbeen is lang en recht. De onderkant van het scheenbeen is 20° ten opzichte van de bovenkant gewrongen.

## Fylogenie
Eomamenchisaurus werd door de beschrijvers ondergebracht in de Mamenchisauridae, mede op grond van het bezitten van een veronderstelde synapomorfie of gedeelde afgeleide eigenschap: een vergroeiing van de negende en tiende ruggenwervel.
De positie zou basaal zijn zoals zou blijken uit de meer naar het midden gelegen positie van de vierde trochanter, de maar zwak opisthocoele ruggenwervels, het langgerekte darmbeen, het langgerekte zitbeen en het ontbreken van een uitsteeksel dat het sprongbeen verankerd aan de binnenste achterzijde van het scheenbeen.